# Pluxus
Pluxus är en musikgrupp från Stockholm som spelar mestadels instrumental elektronisk musik där rytm och melodier spelar en stor roll. Orkestern består av Sebastian Tesch, Adam Kammerland och Anders Ekert.
Trots att många vill sätta dem i bitpopfacket domineras musiken av analoga synthesizers, något som inte karaktäriserar övriga band inom genren.
Fram till 2003 var även Björn Carlberg medlem. Pluxus släpper numera[när?] sitt material på det egna skivbolaget Pluxemburg.
En ihopklippt version av Pluxus låt "Djurens kavalkad" är även vinjetten till Humorradioprogrammet Pang Prego.

## Diskografi
- 1997 - Music inspired by the architecture of Kennedy International Airport
- 1998 - 7"
- 1999 - Pluxusvsfridgevspluxus
- 1999 - Fas 2
- 2000 - Och resan fortsätter här
- 2002 - Agent Tangent
- 2002 - European Onion
- 2006 - Solid State